# Thalassophonea
Thalassophonea ("mořští zabijáci") byl klad středně velkých až velkých masožravých mořských plazů ze skupiny Pliosauria. Žili v období střední jury až rané svrchní křídy (geologické stupně kelloway až turon, asi před 165 až 90 miliony let). Jejich fosilie jsou zatím známé z Evropy, Austrálie a Severní i Jižní Ameriky. Tento klad definovali roku 2014 paleontologové Benson a Druckenmiller.

## České objevy
V září roku 2019 byla publikována studie popisující objevy zástupců tohoto kladu na území České republiky (v jurských sedimentech z okolí Brna). Draví plazi o délce až 6 metrů a váze 1,5 tuny zde žili v době před asi 160 miliony let.

## Zástupci
- Cryonectes
- Gallardosaurus
- Liopleurodon
- Simolestes
- Peloneustes
- Pliosaurus
  - Podčeleď Brachaucheninae
- Acostasaurus
- Brachauchenius
- Kronosaurus
- Luskhan
- Makhaira
- Megacephalosaurus
- Polyptychodon
- Sachicasaurus?
- Stenorhynchosaurus